# Bulbepidosis tarsalis
Bulbepidosis tarsalis är en tvåvingeart som beskrevs av Boris Mamaev 1990. Bulbepidosis tarsalis ingår i släktet Bulbepidosis och familjen gallmyggor.
Artens utbredningsområde är Ukraina. Inga underarter finns listade i Catalogue of Life.